# Мекленбурцев Роман Миколайович
Роман Миколайович Мекленбурцев (15 червня 1905, Ташкент, Туркестанський край, Російська імперія, нині —  Узбекистан — 2 жовтня 2002, Магнітогорськ, Російська Федерація) — зоолог та краєзнавець, один з найвідоміших дослідників фауни Середньої Азії.
Жив і працював у Ташкенті, в університеті. Працював на посаді доцента та зберігача зоологічної колекції. Один з провідних орнітологів Середньої Азії.
Серед інших доробків варто відзначити двотомне видання «Природа і тваринний світ Середньої Азії» (1969, 1971 рр.).
Серед учнів Романа Миколайовича — Данило Кашкаров, Леонід Тараненко.

## Наукові праці
- Дементьев Г. П., Мекленбурцев Р. Н., Судиловская А. М., Спангенберг Е. П. Птицы Советского Союза. Монография. В 6-ти томах. — М.: Советская наука, 1951. — Т. 2. — 480 с.
- Захидов Т. З., Мекленбурцев Р. Н. Природа и животный мир Средней Азии. В 2-х томах. — Ташкент: Изд-во Укитувчи, 1969. — Том 1. — 426 с.
- Захидов Т. З., Мекленбурцев Р. Н., Богданов О. П. Природа и животный мир Средней Азии. В 2-х томах. — Ташкент. Изд-во Укитувчи. 1971. — Т. 2. — 323 с.
- Матчанов Н. М., Мекленбурцев Р. Н. Птицы Узбекистана: в четырёх томах / Институт Зоологии и Паразитологии. — Ташкент: Издательство «Фан» Узбекской ССР, 1987. — Том 1. — 291 с.
- Мекленбурцев Р. Н. Полевой определитель птиц. — Ташкент: Укитувчи, 1988. — 151 с.
- Мекленбурцев Р. Н. Материалы по фауне птиц и млекопитающих хребта Нара-Тау. — Ташкент: Изд-во Среднеазиатского государственного университета, 1936. — 50 с.
- Мекленбурцев Р. Н. К биологии и сельскохозяйственному значению слепушенки в окрестностях Ташкента // Бюллетень Среднеазиатского государственного университета, 1937. — Вып. 22. — № 32. — С. 269—283.